# Baba Yaga (gruppo musicale)
Le Baba Yaga sono state un gruppo musicale e corale italiano formato nel 1970 e attivo fino al 1980.

## Storia
Nate come quartetto nel 1970, diventano un terzetto l'anno successivo. Iniziano a lavorare come coriste alla RCA Italiana, cantando in moltissimi dischi di vari cantautori come Lucio Dalla, Mango, Francesco De Gregori, Mia Martini, Renato Zero, Rino Gaetano, gli Oliver Onions (sono loro i cori nella celebre Dune Buggy, colonna sonora del film ...altrimenti ci arrabbiamo!) e Claudio Baglioni.
Contemporaneamente iniziano anche un'attività autonoma, e nel 1972 pubblicano con la Apollo il loro primo 45 giri, Good Morning Love/The Man and the Sparrow, scritta dai due cantautori Maurizio Bigio e Stelio Gicca Palli.
Nel febbraio del 1975 partecipano all'incisione della canzone M'innamorai de Il Giardino dei Semplici, brano che lancerà il quartetto, allora ancora sconosciuto, nel firmamento della musica italiana.
Nel 1977 iniziano a lavorare con Gianni Boncompagni, che le presenta nella sua trasmissione televisiva Discoring. Cambiando genere rispetto agli inizi, si dedicano alla discomusic e riescono a ottenere un buon successo dando la base vocale al gruppo Le Camomilla (che, in realtà, presta loro solo l'immagine, fenomeno che verrà imitato da molti altri artisti della medesima scena musicale). Sempre Boncompagni fa loro incidere nel 1979 la sigla di Discoring, Che gatta!.
Stessa cosa avviene con Le Sorelle Bandiera: le voci in Fatti più in là e nelle altre canzoni pubblicate a nome del celebre trio en travesti, scoperto da Renzo Arbore, sono infatti delle Baba Yaga.
Nel 1980 il trio si scioglie, quando Patrizia Neri preferisce abbandonare l'ambiente musicale. Isabella Sodani continua l'attività come solista e nel 1982 pubblica un EP omonimo, mentre Rita Mariano entra come corista nella formazione stabile del Teatro dell'Opera di Roma.

## Formazione
- Isabella Sodani (Roma, 17 settembre 1954 - 14 agosto 2001[1]): voce, chitarre, tastiere
- Rita Mariano: voce, basso
- Patrizia Neri: voce, batteria

## Discografia parziale

### Singoli
- 1972 - Good morning love/The man and the sparrow
- 1975 - L'elefante non dimentica/Flabit (con Vito Tommaso e il Coro Di A. Alessandroni)
- 1979 - Che gatta!/Flop

### Collaborazioni
Album
- 1973 - Rosalino Cellamare Il bosco degli amanti
- 1973 - Amedeo Minghi Amedeo Minghi
- 1973 - Francesco De Gregori Alice non lo sa
- 1975 - Lucio Dalla Anidride solforosa
- 1975 - Adriano Pappalardo Mi basta così
- 1975 - Nicola Di Bari Ti fa bella l'amore
- 1976 - Mia Martini Che vuoi che sia se t'ho aspettato tanto
- 1976 - Lucio Dalla Automobili
- 1976 - Francesco De Gregori Bufalo Bill
- 1976 - Rino Gaetano Mio fratello è figlio unico
- 1976 - Il Giardino dei Semplici Il Giardino dei Semplici nel brano M'innamorai
- 1976 - Mango La mia ragazza è un gran caldo
- 1976 - Franco Micalizzi Laure
- 1977 - Stefano Rosso Una storia disonesta
- 1977 - Rino Gaetano Aida
- 1977 - Lucio Dalla Come è profondo il mare
- 1978 - Rino Gaetano Nuntereggae più
- 1979 - Le Sorelle Bandiera L'importante è non farsi notare (Colonna sonora del film)
- 1979 - Antonello Venditti Buona domenica
- 1979 - Renato Zero EroZero
- 1980 - David Riondino Boulevard
- 1980 - Enrico Riccardi Parapapà
- 1980 - Ivan Graziani Viaggi e intemperie
- 1981 - Loretta Goggi Il mio prossimo amore
- 1982 - Loretta Goggi Pieno d'amore - soltanto Patrizia Neri

Singoli
- 1975 - Il Giardino dei Semplici M'innamorai
- 1978 - Camomilla Discamomilla
- 1978 - Le Sorelle Bandiera Fatti più in là/No, io non ci sto
- 1978 - Le Sorelle Bandiera L'altra domenica/Bella come me non hai avuto nessuno
- 1978 - Elisabetta Viviani Heidi/Daniel e Bebel